# Feromoni
Feromon (od grčkog φέρω phero "nositi" + hormon iz grčkog ὁρμή – "Poticaj") je izlučevina kemijskih faktora koja izaziva društveni odgovor kod članova iste vrste. Feromoni su kemikalije sposobne djelovati izvan tijela sekretom pojedinca da utječe na ponašanje primanja pojedinca. Postoje „alarmni“ feromoni, hranidbeni trag feromona, seksualni feromoni, i mnogi drugi koji utječu na ponašanje ili fiziologiju. Njihova upotreba među kukcima je posebno dobro dokumentirana. Osim toga, neki kralježnjaci i biljke komuniciraju pomoću feromona.

## Osnove
Pojam "feromon" je uveden od strane Petera Karlsona i Martina Lüschera u 1959., na temelju grčke riječi "pherein" (za prijevoz) i hormona (stimulirati). Oni su ponekad klasificirani kao ekto-hormon. Te kemijske poruke se prevoze izvan tijela, a rezultat je razvojni utjecaj hormona ili promjene ponašanja.  Oni su predloženi termin za opisivanje kemijskih signala koji izazivaju urođeno ponašanje.